# Drankin and Drivin
Albums de Z-Ro
Melting the Crown
(2015) Legendary
(2016)
Drankin and Drivin est le dix-huitième album studio de Z-Ro, sorti le 15 juillet 2016.

## Liste des titres
| No  | Titre               | Contient un (des) sample(s) de   | Durée |
| --- | ------------------- | -------------------------------- | ----- |
| 1.  | Devil Ass City      | Shame on a Nigga du Wu-Tang Clan | 4:47  |
| 2.  | My Money            | Long Red de Mountain             | 3:38  |
| 3.  | Where the Real      |                                  | 3:47  |
| 4.  | Naked Headed Lover  |                                  | 4:09  |
| 5.  | He Hoes             |                                  | 4:02  |
| 6.  | Since We Lost Y'All |                                  | 4:46  |
| 7.  | Hate Me So Much     |                                  | 4:13  |
| 8.  | Baby Momma Blues    | Piece of My Love de Guy          | 4:15  |
| 9.  | New Shit            |                                  | 4:40  |
| 10. | Hostage             |                                  | 4:58  |
| 11. | I Ain't Gonna Lie   |                                  | 4:15  |
| 12. | Successful          |                                  | 3:25  |
| 13. | Women Men           | Many Men (Wish Death) de 50 Cent | 4:39  |